# ديف ستيفنز (لاعب كرة قاعدة)
ديف ستيفنز (بالإنجليزية: Dave Stevens)‏ هو لاعب كرة قاعدة أمريكي، ولد في 4 مارس 1970 في فوليرتون في الولايات المتحدة.

## وصلات خارجية
- ديف ستيفنز على موقعبيزبول رفرنس.كوم (الدوري الرئيسي) (الإنجليزية)
- ديف ستيفنز على موقعبيزبول رفرنس.كوم (الدوري الثانوي) (الإنجليزية)
- ديف ستيفنز على موقع مشجعي الرسوم البيانية (الإنجليزية)